# 藤真美穂
藤真 美穂（ふじま みほ、1978年11月29日 - ）は、日本の女優。

## 略歴
埼玉県出身。大妻女子大学短期大学部卒業。'98ミス大妻女子大学。1998年、雑誌モデルとして活動。銀行員を経て、2002年、『グリコ キスミント』でCMデビューし、同年映画『リフト』で、スクリーンデビューを果たした。2003年には、BS-iドラマ『恋する日曜日』でドラマ初主演、翌年には映画『Bridge〜この橋の向こうに〜』で初主演を果たす。以降も映画を中心に多数の作品に出演している。2016年公開の短編『proぽーず』にて、FOXムービープレミアム短編映画祭の最優秀主演女優賞を受賞した。趣味は映画鑑賞・料理。特技はなわとび、着付け。Grist所属。夫は俳優の竹財輝之助。

## 映画
- 2002年
  - リフト（竹内哲郎監督）- ミホ 役
- 2003年
  - 呪怨（清水崇監督）- 女子アナウンサー 役
  - Short Films -Slow is Beautiful-（2003年3月8日公開、中野裕之監督）- ウェイトレス 役
- 2004年
  - 自殺マニュアル（2003年制作、2004年10月4日公開、福谷修監督）- 野上瑞穂 役
  - Bridge〜この橋の向こうに〜（2004年7月10日公開）- 主演・白石雛子 役
  - 穴〜夢穴〜（2004年7月10日公開、麻生学監督）- 真実 役
  - フーチャ〜旋律の彼方へ〜（2004年7月31日公開）- ヒロイン・葵しずか役
  - 千年火（2004年9月11日公開）
  - Dolphin swim（2004年9月4日公開）- 田辺祥子 役
  - 予言（2004年10月2日公開、鶴田法男監督）- 宮本の友人 役
  - 二人の青春バルコニー - ヒロイン・サキ 役
- 2005年
  - トニー滝谷（2005年1月29日公開、市川準監督）-　久子の妹（四女）役
  - ユメノアリカ（2005年6月25日公開）- 主演・喜多嶋美紀 役
  - 鍵がない（2005年10月8日公開）- 前島まゆ 役
  - スリーピングフラワー（2005年10月29日公開）- 坪井千春 役
- 2006年
  - カミュなんて知らない（2006年1月14日公開）- 女子大生 役
  - LOVEHOTELS （2006年6月3日公開、村松亮太郎監督）- 美咲 役
  - 少年笹餅 - 蜂谷先生 役
  - ここにいる（2006年6月3日公開）- 石川有希子 役
  - 柳は緑、花は紅（宮本亮監督）
  - ラブサイコ-家に棲むもの- - 青木順子 役
  - 愛をあしたに・・・ - 主演・一之瀬華 役
  - 記憶の香り（濱口竜介監督）- 寺島純子 役
- 2007年
  - saru phase three（2007年2月17日公開）- 安部有紀 役
  - キャラウェイ 2人のDistance（2007年4月7日公開）- 主演・ユカ 役
- 2008年
  - カレーのにおい - 熊谷エミ 役
  - +1（プラスワン）vol．2「いつかあの日となる今日」（2008年10月11日公開、安藤尋監督）- 主演・女 役
- 2009年
  - 約束の地 - 木崎雪美 役
  - 上京物語 - 石川由羽 役
  - モノクロームの少女 - 小林真知子 役
  - Electronic Girl - 青山律子 役
  - TAJOMARU（中野裕之監督）
  - 一周忌物語 - 赤西茜 役
  - 代行のススメ（10月24日公開）- 主演・木村カヨ 役
  - 超夜明け（森岡龍監督）
- 2010年
  - 花（鈴木勉監督）- 主演・由美子 役
  - 正しく忘れる
  - 不確かな獣 - 主演・マキ 役
  - 艶子　TSUYAKO - 良枝 役
  - スリー★ポイント（山本政志監督）- 浩美 役
- 2011年
  - はやぶさ/HAYABUSA（堤幸彦監督）- 磯村の妻 役
  - オムライス（木村祐一監督）- 味楽亭の客 役　
  - 正しく忘れる（井上真行監督）
- 2012年
  - 裁ちばさみ（今橋貴監督）- 主演・伊藤美和 役
  - TSY　タイムスリップヤンキー（中川通成監督）- 孤児院スタッフ 役
  - ギリギリの女たち（小林政広監督）- 三女・里美 役
  - 臍帯（橋本直樹監督）
  - 猫と電車（香西志帆監督）- 綿谷遥 役
- 2013年
  - Fly Me to Minami〜恋するミナミ（2013年12月21日公開、リム・カーワイ監督）- 綾子 役
- 2014年
  - 恋とオンチの方程式（香西志帆監督）- 佐久間容子 役
- 2016年
  - Proぽーず（小宮山充監督）
- 公開待機作品
  - 東京の光（2012年、羽生敏博監督）- 優子 役
  - 青時雨（2014年、松村直樹監督、日本和装・製作）- 谷村美沙 役

## テレビドラマ
- ハローランド・ドラマ 東京美人（2002年、フジテレビ）
- LOVE and Go!（2003年、関西テレビ）- 向井恵子 役
- 恋する日曜日 ファーストシリーズ 第22話 そして僕は、途方に暮れる（2003年8月31日、BS-i）- 主演・青山樹理 役
- 女と愛とミステリー 法律の落とし穴（2004年11月10日、テレビ東京）- 葉子 役
- 月曜ゴールデン 水上小児科医院（2005年、TBS）
- サクラ咲ク頃（連続ドラマ　2005年、NHK）- 遥 役
- 大学病院 救急救命　第7話 ドンクラと呼ばれた男（2006年、BS-i）- ヒロイン・最上美保 役
- 月曜ゴールデン 小児救急カルテ〜いのち110番（2006年5月22日、TBS）- 井上雅子 役
- 来来飯店（2009年、GTV）

## ネットシネマ
- 方向音痴の女（2003年）- 主演・鏡野ありす 役

## CM
- 2002年
  - 江崎グリコ「キスミント」（2002年3月 - ）
  - NTTドコモ

「251i 夏のドコモフェア」（2002年6月 - ）
FOMA「テレビ電話篇」（2003年7月 - ）
「アテンダント篇」（2005年8月 - ）
- 2003年
  - キヤノン「企業CM」（2003年4月 - ）
  - 東京ディズニーランド「wakuwaku!TDL」（2003年5月 - ）
- 2004年
  - ベネッセ「たまごクラブ・初たま篇」（2004年3月 - ）
  - グラクソ・スミスクライン「パキシル/うつ」（2004年4月 - ）
  - ヤマザキナビスコ「チップスター」（2004年5月 - ）
  - ニトリ 新店オープン「一度来たら帰りたくない篇」（2004年10月 - ）
- 2005年
  - ジョンソン・エンド・ジョンソン「ワンデーアキビューコンタクトカラー/サファイア編」※ショートムービーCM（2005年1月 - ）
  - モスバーガー「海老カツバーガー・ロースカツバーガー」（2005年2月 - ）
  - 日立製作所「企業CM・ラジオ」（2005年4月 - ）
  - JT「Roots/アロマブラック」（2005年4月 - ）
  - 損保ジャパン「Drジャパン/チアリーディング篇」（2005年6月 - ）
  - コニカミノルタ「αsweet DIGITAL」（2005年8月 - ）
  - トヨタ「ポルテ」
    - 『カップル篇』（2005年11月 - ）
    - 『はじめてのスルー篇』（2006年9月 - ）
- 2006年
  - へんないきもの（パジリコ）
    - 「離婚篇」（2006年2月 - ）
    - 「治療篇」（2006年2月 - ）

  - ヤクルト　「ビューティエンス」（2006年3月 - ）
  - SHEBA Duo 「ジェラシー篇」（2006年6月 - ）
  - KFC「チキンのあるお正月」篇（2006年11月 - ）
- 2007年
- 出光興産

「ウルトラ出光人篇」
「変身SS篇」（2007年1月 - ）
「変身製油所篇」（2007年1月 - ）
「有機EL篇」（2009年1月 - ）
- TOYOTA MARK X Zio Webシネマ 星空研究会（2007年9月 - ）- 上杉かおる 役
- すみしん不動産 一本の樹編（2007年10月 - ）- 青山 役
- 2008年
  - 任天堂 Wii用ソフト「ワリオランドシェイク」（2008年7月 - ）
- 2009年
  - 雪印乳業 雪印北海道100 さけるチーズ 「初体験」篇（2009年7月 - ）
  - ジョンソン ジャバ1つ穴用（2009年9月 - ）
  - ダイハツ タントエグゼ「寺田屋より篇」（2009年12月25日 - ）
- 2010年
  - ゼリア新薬工業「コンドロイチンZS錠」（2010年6月5日 - ）
  - ビッグボーイ 大俵ハンバーグ（2010年7月 - ）
  - アクサ生命「保険をくるり・リビング篇」（2010年11月 - ）
- 2011年
  - ブリヂストンスポーツ TOURSTAGE PHYZ（1月17日 - ）スチールと店頭VP
- 2012年
  - ベネッセ　チャレンジ1年生「カタカナ応援篇」（11月10日-）
- 2013年
  - Kalkan「誰にも頼らず編」（4月）
- 2014年
  - ユニ・チャーム「モレない談話室」篇（2014年1月21日）
  - 三菱UFJ信託銀行
    - 「ずっと安心信託 街頭インタビュー」篇
    - 「おくるしあわせ みんなの喜ぶ笑顔」篇

  - EverSoft SKINZ（2014年5月 - ）マレーシア・シンガポールのみ

## 写真集
- favorite　ミスキャンパス　in SAIPAN（1999年、扶桑社）-　田尻美穂 名義
- デジタル写真集『MIHO FUJIMA DIGITAL PHOTO BOOK』（2010年、ぶんか社）

## PV
- Waive 『バニラ』
- CANCION『青春の影』
- ANATAKIKOU 『シンデレラ』
- My Little Lover『あふれる』
- ウルフルズ『たしかなこと』

## 舞台
- ラズカルズ公演『ゴーストライター』（2013年10月10日〜10月14日、作・演出 松本たけひろ）

### 受賞
- FOXムービープレミアム短編映画祭 審査員特別俳優賞受賞（小宮山充監督『Proぽーず』2015年）